# 美女対談
『美女対談』（びじょたいだん）は、NRN系列（JRN単独系列局時代の山陽放送と独立系のラジオ関西を含む）でニッポン放送制作で放送されていたラジオ番組。

## 概要
番組内容はパーソナリティが、週替わりで登場する女性有名人とトークを行う番組。
ナイター野球中継のオフシーズンである10月から翌年の3月までの6ヶ月間、平日の夕方に放送され、ニッポン放送では夕方ワイド番組の1コーナーとして放送された。
その後、1992年度シーズンをもって第1シリーズが終了。1996年度シーズンから2001年度シーズンにて第2シリーズが放送された後、暫く放送が途絶えていたが、2015年度シーズンに第3シリーズを放送した。「今夜もオトパラ!」19時台のNRN全国放送枠内で放送された。
1980年度の第1シーズンの前身番組は「長嶋茂雄→広岡達朗のガッツ対談」だった。（スポンサーは日本石油）

## スポンサーについて
- 第1シーズンは日本石油（現・ENEOS）が提供。終了後の1993年4月から1998年3月までは「裕司と雅子のガバッといただき!!ベスト30」（ネット局は「～ガバッといただき60分」）に移行。
- 第2シーズンはニッポン放送では東京総合信用、ABCラジオでは日本総合信用が提供。シーズン途中の1999年10月1日クオーク（現・セディナ）に合併し、以降東阪ともにクオークが提供。

## 歴代パーソナリティ
パーソナリティ名の右側は、ニッポン放送における内包先のワイド番組のタイトル。
- タモリ（1980年度 - 1983年度） - 『だんとつタモリ おもしろ大放送!』
- 明石家さんま（1984年度） - 『極楽ワイド鶴ちゃんでーす!』
- 桂文珍（1985年度 - 1986年度） - 同上
- 小堺一機（1987年度 - 1989年度） - 『巨匠・高田文夫のラジオで行こう!』（1987年・1988年度）→『鶴光の噂のゴールデンアワー』（1989年度）
- 中村雅俊（1990年度 - 1992年度） - 『安部譲二の堂々天下御免』（1990年度） → 『吉幾三・本気でいくぞー60分』（1991年度） → 『峰竜太のナンデモアルキメデス』（1992年度）
- 上柳昌彦（1996年度・1997年度） - 『うえちゃんのホッとラジオ ヨッ!お疲れさん』（1996年度） → 『うえちゃんのおっかけラジオ ヨッ!お疲れさん』（1997年度）[2]
- 松本秀夫（1998年度 - 2001年度） - 『ヨッ!お疲れさん』[3]
- タモリ（1996年・1997年、1999年、2001年） - 『タモリの週刊ダイナマイク』（関東ローカルのみ・金曜）
- 志村けん（2015年度） - 『今夜もオトパラ!』[4]

## ネット局
2015年度版のネット局は「今夜もオトパラ!」も参照のこと。
- ニッポン放送
- HBCラジオ（北海道地区）
- 青森放送
- 秋田放送
- 岩手放送
- 山形放送
- 東北放送
- ラジオ福島
- 栃木放送
- 新潟放送
- 信越放送
- 山梨放送
- 北日本放送
- 北陸放送
- 福井放送
- 静岡放送
- 東海ラジオ（東海地区）
- KBS京都
- 和歌山放送
- MBSラジオ（関西地区：第2シーズンを除く）
- ABCラジオ（関西地区：第2シーズンのみ）
- ラジオ関西（兵庫地区：独立系）
- 山陽放送（1996年度版放送時まではJRN単独系列局）
- 山陰放送
- 中国放送
- 山口放送
- 四国放送
- 西日本放送
- 南海放送
- 高知放送
- KBCラジオ（福岡地区）
- 大分放送
- 長崎放送
- 熊本放送
- 宮崎放送
- 南日本放送
- ラジオ沖縄